# Markus Grill
Markus Grill, né le 23 février 1968 à Aalen, est un allemand. journaliste. Il est reporter en chef des rubriques d'investigation de la NDR et de la WDR.

## Parcours
Grill a étudié l'histoire et la germanistique à l'Université Albert Ludwig de Fribourg et à l'Université Humboldt de Berlin. De 1997 à 1999, il a été volontaire au Badische Zeitung, puis correspondant à Strasbourg. De 2003 à 2008, il a travaillé comme reporter et Journaliste d'investigation au Stern à Hambourg, et depuis 2009 au magazine d'information Der Spiegel, notamment comme correspondant économique à Washington D.C. (États-Unis) de 2012 à 2014. Il a été membre du conseil d'administration de l'association de journalistes Netzwerk Recherche de juin 2009 à juin 2017.
De juin 2015 à août 2017, Grill a été rédacteur en chef du centre de recherche Correctiv. Depuis le 1er novembre 2017, il travaille au sein de l'association de recherche NDR, WDR et Süddeutsche Zeitung jusqu'à fin 2021 en tant que chef du bureau de Berlin des rubriques d'investigation de NDR et WDR, et depuis 2022 en tant que leur reporter en chef. Pendant la pandémie de Corona, il a régulièrement analysé les événements liés à l'infection dans différentes émissions de l'ARD et a toujours commenté la situation dans les « Tagesthemen ».

## Perception du public
Une série d'enquêtes de Grill l'ont fait connaître du grand public.
En 2005, Grill a révélé la corruption de médecins au sein de l'entreprise pharmaceutique Ratiopharm. En 2007, il a dévoilé le cartel de l'aspirine chez Bayer AG (ce qui a valu au groupe une amende de 10 millions d'euros de la part du Bundeskartellamt). euros), en 2008 le scandale de la surveillance de Lidl,, et 2009 les dossiers médicaux des employés de Lidl.
Grill a attiré l'attention internationale lorsqu'en 2020, il a identifié dans la collection anthropologique de la Société berlinoise d'anthropologie, d'ethnologie et de préhistoire, avec l'aide de Nils Seethaler, quatre crânes originaires du Canada, probablement d'origine indigène, qui avaient été offerts en 1884 par William Osler à Rudolf Virchow à Berlin et qui étaient considérés comme perdus,,.
Ce faisant, il a démasqué les recherches typologiques « raciales » de l'anthropologue Barbara Teßmann dans la presse internationale.
Lors de la pandémie de Corona, Grill a révélé, avec des collègues, le scandale des interruptions fictives de tests rapides et le gaspillage d'argent lors de l'achat de masques et de la mise en place de lits de soins intensifs.

## Prix et distinctions
- 1999 : Prix Erich Schairer
- 2006 : Dr-Georg-Schreiber-Medienpreis
- 2006 : « Pomme d'or »
- 2007 : Prix Otto Brenner[13]
- 2006, 2007, 2008 : Nomination pour le Henri-Nannen-Preis (pour la meilleure performance d'investigation)
- 2008 : Journaliste de l'année (Medium Magazin)
- 2009 : Prométhée d'or (« Meilleur journaliste de magazine »)
- 2010 : Prix des journalistes du Réseau allemand de médecine fondée sur les preuves (DNEbM)
- 2012 : Prix des médias Dr-Georg Schreiber

## Écrits
- Kranke Geschäfte. Wie die Pharmaindustrie uns manipuliert. Rowohlt, Reinbek 2007,  (ISBN 978-3-498-02509-0).
- Ratiopharm: Der Pharma-Skandal stern.de, 18. November 2005
- Pharmalobby: Das Pharma-Duell stern.de, 21. Juni 2006 (Adel Massaad und sein Kampf gegen das IQWiG)
- Die Schein-Forscher stern.de, 2. Februar 2007 (über den Betrug mit Anwendungsbeobachtungen)
- Freundlich, clever, höchst aggressiv stern.de, 9. Dezember 2007 (Enthüllung über Novartis)
- Alarm und Fehlalarm spiegel.de, 20. April 2009 (über fragwürdige Vorsorgeuntersuchungen)
- Der große Schüttelfrust spiegel.de, 12. Juli 2010 (über den Bluff der Homöopathie)
- Der Aufschneider spiegel.de, 1. Oktober 2011 (Enthüllungsgeschichte über den Schönheitschirurgen Werner Mang)